# Dismenorrea
La dismenorrea o mestruazione dolorosa è un'alterazione mestruale, accompagnata da disturbi generali o locali e da dolori che interessano in genere la regione pelvica e l'addome. Il dolore di solito inizia nel momento in cui iniziano le mestruazioni. I sintomi di solito si manifestano e durano tre giorni o meno. Il dolore è generalmente localizzato nel bacino o nella parte inferiore dell'addome. Tra gli altri possibili sintomi ci sono il mal di schiena, diarrea o nausea.
Nelle donne giovani, il dolore mestruale spesso si manifesta senza un problema di fondo. Nelle donne anziane, la dismenorrea è spesso il risultato di problemi di fondo come leiomiomi dell'utero, adenomiosi o endometriosi. Dolore è più comune tra le donne con flusso mestruale abbondante, con periodi irregolari, la cui prima mestruazione è iniziata prima dei 12 anni o con basso peso corporeo. La diagnosi può essere aiutata con un esame vaginale in donne sessualmente attive o con ecografia. Tra le altre condizioni che devono essere escluse ci sono gravidanza ectopica, malattia infiammatoria pelvica, cistite interstiziale e dolore pelvico cronico.
La dismenorrea è meno comune nelle donne che fanno attività fisica regolarmente e che sono madri più giovani. Il trattamento può consistere nell'applicazione di calore. Tra i farmaci che possono essere utili ci sono i FANS come ibuprofene, contraccezione ormonale e IUD con progesterone. Anche l'assunzione di vitamina B1 o magnesio può essere utile. Non ci sono prove sufficienti per supportare l'efficacia di yoga, agopuntura o massaggi. La chirurgia può essere un'opzione per risolvere alcuni problemi di fondo.
Si stima che la percentuale di donne in età fertile affette vari tra il 17 e il 90%. La dismenorrea è il disturbo mestruale più comune. Di solito inizia a comparire entro un anno dopo il primo periodo mestruale. Quando non esiste una causa sottostante, il dolore solitamente migliora con l'età o dopo la gravidanza.

## Epidemiologia
La mestruazione dolorosa affligge approssimativamente l'80% delle donne in fase di ciclo mestruale e nel 30% circa dei casi può impedire le normali attività quotidiane, costringendo a letto per più ore o giorni le persone interessate.

## Eziologia
La causa di una dismenorrea è spesso difficile da definire, data anche la notevole soggettività dei sintomi, tuttavia può essere ricondotta o a un'alterata funzione ovarica o ad altre alterazioni a carico dell'utero o infine a motivi non chiaramente patologici, di origine nervosa e ormonale.
Vi sono due diverse forme di dismenorrea: quella primitiva (che appare nelle donne che non hanno mai partorito) e una forma secondaria (frequente nelle donne che hanno già partorito).

## Clinica

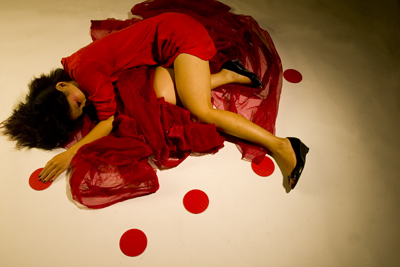
Un'illustrazione fotoartistica dei crampi mestruali

Il dolore può precedere la mestruazione di alcuni giorni o può accompagnare il ciclo, e generalmente si affievolisce con la fine della mestruazione. In alcuni casi la dismenorrea può essere accompagnata da perdite ematiche consistenti (menorragia).

## Trattamento
Si possono usare farmaci analgesici e antinfiammatori non steroidei, inibitori della sintesi delle prostaglandine, principali responsabili del dolore.
Per chi fosse allergico ai principi contenuti negli antidolorifici, è possibile ricorrere all'uso di paracetamolo o farmaci a esso equivalenti.
Spesso utilizzata per il trattamento della dismenorrea è anche la pillola anticoncezionale.